# Keshia Baker
Keshia Chantay Baker-Kirtz, ameriška atletinja, * 30. januar 1988, Fairfield, Kalifornija, ZDA.
Nastopila je na poletnih olimpijskih igrah leta 2012 in osvojila naslov olimpijske prvakinje v štafeti 4×400 m, v isti disciplini je osvojila naslov prvakinje tudi na svetovnih prvenstvih leta 2011.